# Selección de fútbol de Gabón
La selección de fútbol de Gabón, controlada por la Federación Gabonesa de Fútbol es el equipo representativo del país en las competiciones oficiales. Hasta la fecha, no ha ganado todavía ningún título a nivel internacional, pero logró clasificarse cinco veces para la competición final de la Copa Africana de Naciones, y su selección juvenil conquistó el quinto lugar en el Campeonato Continental Sub-20, disputado en Burkina Faso en 2002.
A pesar de que Gabón todavía no ha conquistado ningún torneo futbolístico a nivel internacional, varios de sus jugadores actúan en equipos extranjeros, como Yrondu Musavu-King (que juega en el Toulouse), Stéphane Nguéma (Stade Rennes), Daniel Cousin (Le Mans), Mario Lemina (Southampton) , Pierre-Emerick Aubameyang (Olympique de Marsella) y Lévy Madinda (Asteras Tripolis) Didier Ndong (Sunderland).

## Palmarés
Copa Omar Bongo:
- Campeón (1999)

Copa UDEAC:
- Campeón (1985 y 1988)

Copa CEMAC:
- Campeón (2013)

## Últimos partidos y próximos encuentros
Actualizado al último partido jugado el 9 de junio de 2025
| Fecha      | Ciudad        | Local                    | Resultado      | Visitante           | Competición                            |
| ---------- | ------------- | ------------------------ | -------------- | ------------------- | -------------------------------------- |
| 25-03-2024 | Amiens        | Congo                    | 1:1            | Gabón               | Partido amistoso                       |
| 07-06-2024 | Korhogo       | Costa de Marfil          | 1:0            | Gabón               | Clasificación Copa Mundial 2026        |
| 11-06-2024 | Franceville   | Gabón                    | 3:2            | Gambia              | Clasificación Copa Mundial 2026        |
| 06-09-2024 | Agadir        | Marruecos                | 4:1            | Gabón               | Clasificación Copa Africana 2025       |
| 10-09-2024 | Franceville   | Gabón                    | 2:0            | Rep. Centroafricana | Clasificación Copa Africana 2025       |
| 10-10-2024 | Franceville   | Gabón                    | 0:0            | Lesoto              | Clasificación Copa Africana 2025       |
| 15-10-2024 | Durban        | Lesoto                   | 0:2            | Gabón               | Clasificación Copa Africana 2025       |
| 15-11-2024 | Franceville   | Gabón                    | 1:5            | Marruecos           | Clasificación Copa Africana 2025       |
| 18-11-2024 | Johannesburgo | República Centroafricana | 0:1            | Gabón               | Clasificación Copa Africana 2025       |
| 28-02-2025 | Thiès         | Gambia                   | 0:0            | Gabón               | Clasificación Campeonato Africano 2025 |
| 08-03-2025 | Franceville   | Gabón                    | 0:0 (3:5 pen.) | Gambia              | Clasificación Campeonato Africano 2025 |
| 20-03-2025 | Franceville   | Gabón                    | 3:0            | Seychelles          | Clasificación Copa Mundial 2026        |
| 23-03-2025 | Nairobi       | Kenia                    | 1:2            | Gabón               | Clasificación Copa Mundial 2026        |
| 06-06-2025 | Casablanca    | Níger                    | 4:3            | Gabón               | Partido amistoso                       |
| 09-06-2025 | Mohammedia    | Guinea-Bisáu             | 0:2            | Gabón               | Partido amistoso                       |

## Jugadores

### Última convocatoria
Lista de jugadores para la Copa Africana de Naciones 2021:
| No. | Pos. | Jugador                         | Fecha de nacimiento (edad)         | Apa. | Goles | Club                   |
| --- | ---- | ------------------------------- | ---------------------------------- | ---- | ----- | ---------------------- |
|     | POR  | Anthony Mfa Mezui               | 7 de marzo de 1991 (34 años)       | 18   | 0     | Rodange 91             |
|     | POR  | Donald Nzé                      | 5 de abril de 1992 (33 años)       | 3    | 0     | Maniema Union          |
|     | POR  | Jean-Noël Amonome               | 24 de diciembre de 1997 (27 años)  | 4    | 0     | Uthongathi             |
|     | DEF  | Bruno Ecuele Manga              | 16 de julio de 1988 (36 años)      | 91   | 9     | Dijon                  |
|     | DEF  | Lloyd Palun                     | 28 de noviembre de 1988 (36 años)  | 66   | 0     | Bastia                 |
|     | DEF  | Johann Obiang                   | 5 de julio de 1993 (31 años)       | 38   | 0     | Rodez                  |
|     | DEF  | Junior Assoumou                 | 22 de julio de 1995 (29 años)      | 13   | 0     | Bourges                |
|     | DEF  | Yoann Wachter                   | 7 de abril de 1992 (33 años)       | 9    | 0     | Saint-Malo             |
|     | DEF  | Gilchrist Nguema                | 7 de agosto de 1996 (28 años)      | 4    | 0     | Maccabi Ahi Nazareth   |
|     | DEF  | Sidney Obissa                   | 4 de mayo de 2000 (25 años)        | 3    | 0     | Olympic Charleroi      |
|     | DEF  | Anthony Oyono                   | 12 de abril de 2001 (24 años)      | 4    | 0     | Boulogne               |
|     | DEF  | Alex Moucketou-Moussounda       | 10 de octubre de 2000 (24 años)    | 3    | 0     | Aris Limassol          |
|     | DEF  | David Sambissa                  | 11 de enero de 1996 (29 años)      | 2    | 0     | Cambuur                |
|     | DEF  | Yannis N'Gakoutou               | 30 de septiembre de 1998 (26 años) | 0    | 0     | Lyon La Duchère        |
|     | MED  | André Biyogo Poko               | 1 de enero de 1993 (32 años)       | 66   | 3     | Altay                  |
|     | MED  | Guélor Kanga                    | 1 de agosto de 1990 (34 años)      | 52   | 2     | Red Star Belgrade      |
|     | MED  | Didier Ndong                    | 17 de mayo de 1994 (31 años)       | 41   | 0     | Yeni Malatyaspor       |
|     | MED  | Mario Lemina                    | 1 de septiembre de 1993 (31 años)  | 23   | 3     | Nice                   |
|     | MED  | Serge-Junior Martinsson Ngouali | 23 de enero de 1992 (33 años)      | 12   | 0     | Gorica                 |
|     | MED  | Nathanael Mbourou               | 24 de agosto de 1996 (28 años)     | 2    | 0     | Maritzburg United      |
|     | DEL  | Axel Méyé                       | 6 de junio de 1995 (30 años)       | 27   | 2     | Ittihad Tanger         |
|     | DEL  | Denis Bouanga                   | 11 de noviembre de 1994 (30 años)  | 25   | 7     | Saint-Étienne          |
|     | DEL  | Aaron Boupendza                 | 7 de agosto de 1996 (28 años)      | 22   | 4     | Al-Arabi               |
|     | DEL  | Louis Ameka                     | 3 de octubre de 1996 (28 años)     | 19   | 0     | Maghreb de Fès         |
|     | DEL  | Jim Allevinah                   | 27 de febrero de 1995 (30 años)    | 12   | 2     | Clermont               |
|     | DEL  | Gaëtan Missi Mezu               | 4 de mayo de 1996 (29 años)        | 9    | 0     | Tsarsko Selo           |
|     | DEL  | Kévin Mayi                      | 14 de enero de 1993 (32 años)      | 3    | 0     | Ümraniyespor           |
|     | DEL  | Fahd Ndzengue                   | 7 de julio de 2000 (24 años)       | 2    | 0     | Tabor Sežana           |
|     | DEL  | Ulrick Eneme Ella               | 22 de mayo de 2001 (24 años)       | 1    | 0     | Brighton & Hove Albion |

### Máximas presencias
Actualizado hasta el 23 de enero de 2022.

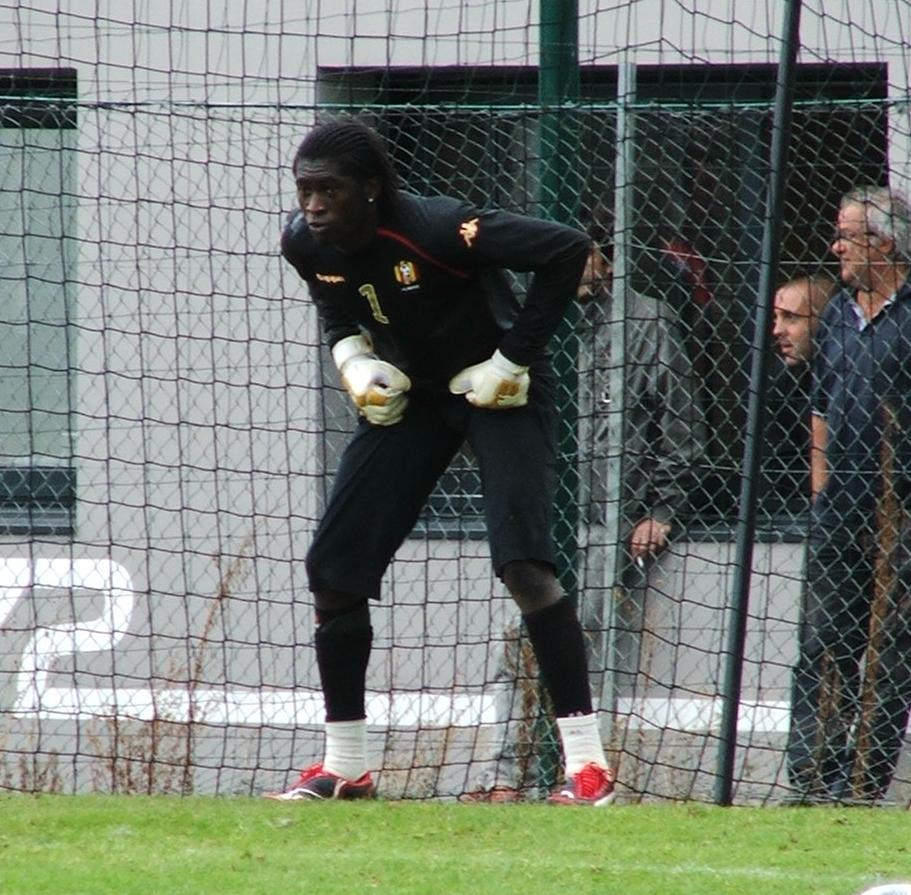
Didier Ovono es el que más partidos tiene con Gabón con 112.

| #  | Jugador                   | Periodo   | Partidos | Goles |
| -- | ------------------------- | --------- | -------- | ----- |
| 1  | Didier Ovono              | 2003-2019 | 112      | 0     |
| 2  | François Amégasse         | 1984-2000 | 110      | 9     |
| 3  | Bruno Ecuélé Manga        | 2007-Act. | 95       | 9     |
| 4  | Kassa Ngoma               | 1985-1997 | 92       | 7     |
| 5  | Cédric Moubamba           | 1998-2012 | 86       | 2     |
| 6  | Nzue Nguema               | 1995-2005 | 77       | 23    |
| 7  | André Biyogo Poko         | 2000-2014 | 73       | 3     |
| 8  | Pierre-Emerick Aubameyang | 2009-2022 | 72       | 30    |
| 9  | Bruno Zita Mbanangoyé     | 1999-2012 | 68       | 11    |
| 10 | Rodrigue Moundounga       | 2001-2016 | 65       | 1     |

### Máximos goleadores
Actualizado hasta el 23 de enero de 2022.

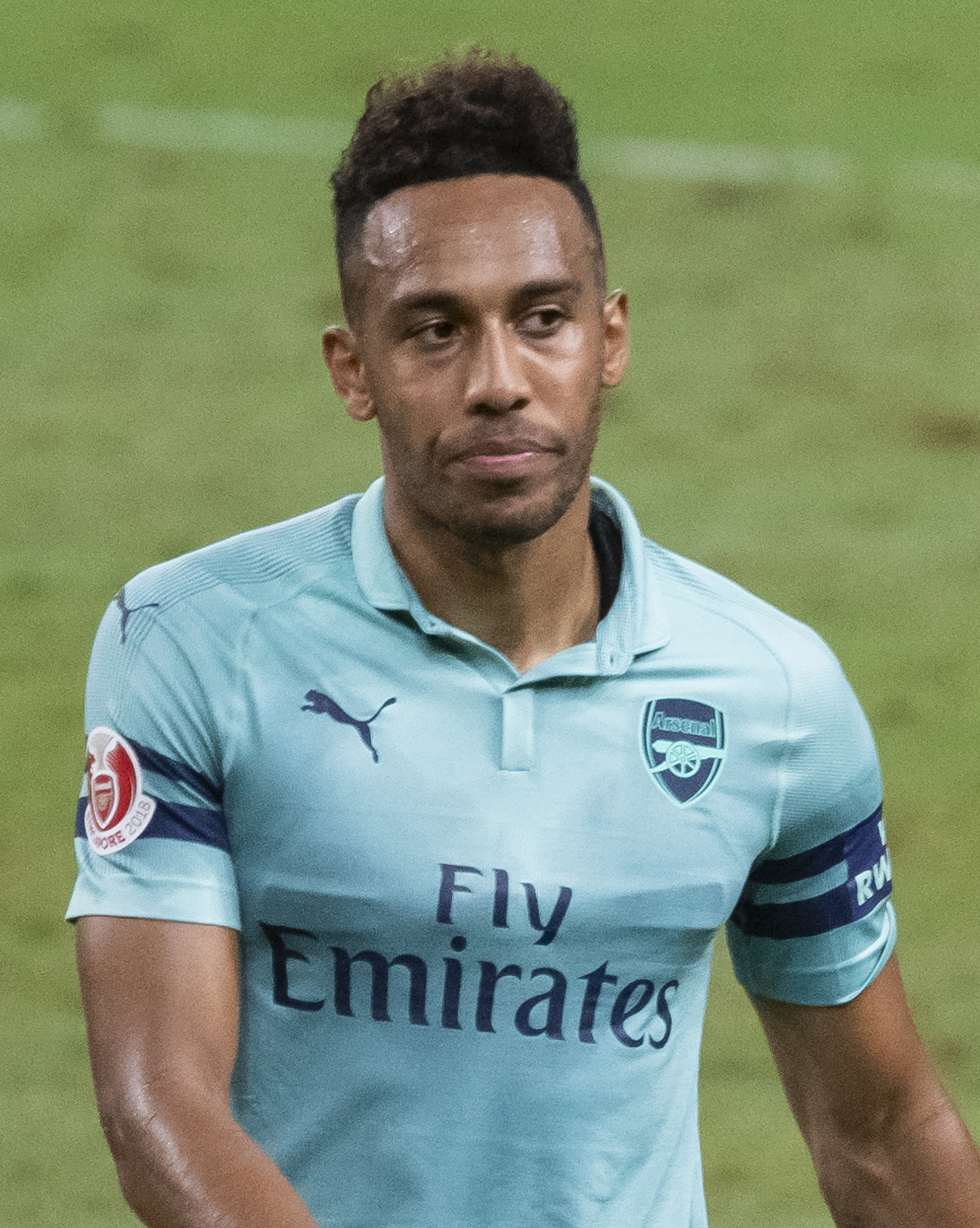
Pierre-Emerick Aubameyang es el máximo goleador de Gabón con 30 goles.

| #  | Jugador                   | Periodo   | Goles | PJ. | Promedio |
| -- | ------------------------- | --------- | ----- | --- | -------- |
| 1  | Pierre-Emerick Aubameyang | 2009-2022 | 30    | 72  | 0.42     |
| 2  | Nzue Nguema               | 1995-2005 | 23    | 77  | 0.30     |
| 3  | Guy Roger Nzamba          | 1988-2000 | 21    | 47  | 0.45     |
| 4  | Brice Mackaya             | 1992-1999 | 15    | 38  | 0.39     |
| 5  | Daniel Cousin             | 2000-2014 | 13    | 56  | 0.23     |
| 6  | Valéry Ondo               | 1988-2001 | 12    | 36  | 0.33     |
| 7  | Malick Evouna             | 2012-Act. | 12    | 34  | 0.35     |
| 8  | Bruno Zita Mbanangoyé     | 1999-2012 | 11    | 68  | 0.16     |
| 9  | Bruno Ecuélé Manga        | 2006-Act. | 9     | 95  | 0.09     |
| 10 | Lévy Madinda              | 2011-Act. | 6     | 53  | 0.11     |

## Entrenadores
- Jean Prouff (1960)[2]
- Alain Da Costa (1988–1989)[3][4]
- Karl-Heinz Weigang (1989–?)[4]
- Antônio Dumas (1998–2000)[5]
- Michel de Wolf (2002–2003)[6][7]
- Jairzinho (2003–2005)[8][9]
- Alain Giresse (2006–2010)[9][10][11][12]
- Gernot Rohr (2010–2012)[13]
- Paulo Duarte (2012–2013)[14]
- Stephane Bounguendza (2013–2014)[15]
- Jorge Costa  (2014–?)[16]
- Stéphane Bounguendza (?–2016)[17]
- Jorge Costa (2016)[18][19]
- José António Garrido (2016)[20][21]
- José Antonio Camacho (2016–2018)[22][23]
- Daniel Cousin (2018–2019)[24][25]
- Patrice Neveu (2019–2023)[26]
- Thierry Mouyouma (2023–presente)

## Estadísticas

### Copa Mundial FIFA
| Copa Mundial FIFA | Copa Mundial FIFA       | Copa Mundial FIFA       | Copa Mundial FIFA       | Copa Mundial FIFA       | Copa Mundial FIFA       | Copa Mundial FIFA       | Copa Mundial FIFA       |
| Año               | Ronda                   | J                       | G                       | E                       | P                       | GF                      | GC                      |
| ----------------- | ----------------------- | ----------------------- | ----------------------- | ----------------------- | ----------------------- | ----------------------- | ----------------------- |
| 1930 - 1958       | No existía la selección | No existía la selección | No existía la selección | No existía la selección | No existía la selección | No existía la selección | No existía la selección |
| 1962              | No participó            | No participó            | No participó            | No participó            | No participó            | No participó            | No participó            |
| 1966              | Se retiró               | Se retiró               | Se retiró               | Se retiró               | Se retiró               | Se retiró               | Se retiró               |
| 1970              | No participó            | No participó            | No participó            | No participó            | No participó            | No participó            | No participó            |
| 1974              | Se retiró               | Se retiró               | Se retiró               | Se retiró               | Se retiró               | Se retiró               | Se retiró               |
| 1978              | No participó            | No participó            | No participó            | No participó            | No participó            | No participó            | No participó            |
| 1982              | No participó            | No participó            | No participó            | No participó            | No participó            | No participó            | No participó            |
| 1986              | No participó            | No participó            | No participó            | No participó            | No participó            | No participó            | No participó            |
| 1990              | No clasificó            | No clasificó            | No clasificó            | No clasificó            | No clasificó            | No clasificó            | No clasificó            |
| 1994              | No clasificó            | No clasificó            | No clasificó            | No clasificó            | No clasificó            | No clasificó            | No clasificó            |
| 1998              | No clasificó            | No clasificó            | No clasificó            | No clasificó            | No clasificó            | No clasificó            | No clasificó            |
| 2002              | No clasificó            | No clasificó            | No clasificó            | No clasificó            | No clasificó            | No clasificó            | No clasificó            |
| 2006              | No clasificó            | No clasificó            | No clasificó            | No clasificó            | No clasificó            | No clasificó            | No clasificó            |
| 2010              | No clasificó            | No clasificó            | No clasificó            | No clasificó            | No clasificó            | No clasificó            | No clasificó            |
| 2014              | No clasificó            | No clasificó            | No clasificó            | No clasificó            | No clasificó            | No clasificó            | No clasificó            |
| 2018              | No clasificó            | No clasificó            | No clasificó            | No clasificó            | No clasificó            | No clasificó            | No clasificó            |
| 2022              | No clasificó            | No clasificó            | No clasificó            | No clasificó            | No clasificó            | No clasificó            | No clasificó            |
| 2026              | Por disputarse          | Por disputarse          | Por disputarse          | Por disputarse          | Por disputarse          | Por disputarse          | Por disputarse          |
| 2030              | Por disputarse          | Por disputarse          | Por disputarse          | Por disputarse          | Por disputarse          | Por disputarse          | Por disputarse          |
| 2034              | Por disputarse          | Por disputarse          | Por disputarse          | Por disputarse          | Por disputarse          | Por disputarse          | Por disputarse          |
| Total             | 0/22                    | -                       | -                       | -                       | -                       | -                       | -                       |

### Copa Africana de Naciones
| Copa Africana de Naciones | Copa Africana de Naciones | Copa Africana de Naciones | Copa Africana de Naciones | Copa Africana de Naciones | Copa Africana de Naciones | Copa Africana de Naciones | Copa Africana de Naciones |
| Año                       | Ronda                     | J                         | G                         | E                         | P                         | GF                        | GC                        |
| ------------------------- | ------------------------- | ------------------------- | ------------------------- | ------------------------- | ------------------------- | ------------------------- | ------------------------- |
| 1957                      | No existía la selección   | No existía la selección   | No existía la selección   | No existía la selección   | No existía la selección   | No existía la selección   | No existía la selección   |
| 1959                      | No existía la selección   | No existía la selección   | No existía la selección   | No existía la selección   | No existía la selección   | No existía la selección   | No existía la selección   |
| 1962                      | No participó              | No participó              | No participó              | No participó              | No participó              | No participó              | No participó              |
| 1963                      | No participó              | No participó              | No participó              | No participó              | No participó              | No participó              | No participó              |
| 1965                      | No participó              | No participó              | No participó              | No participó              | No participó              | No participó              | No participó              |
| 1968                      | No participó              | No participó              | No participó              | No participó              | No participó              | No participó              | No participó              |
| 1970                      | No participó              | No participó              | No participó              | No participó              | No participó              | No participó              | No participó              |
| 1972                      | No clasificó              | No clasificó              | No clasificó              | No clasificó              | No clasificó              | No clasificó              | No clasificó              |
| 1974                      | Se retiró                 | Se retiró                 | Se retiró                 | Se retiró                 | Se retiró                 | Se retiró                 | Se retiró                 |
| 1976                      | No participó              | No participó              | No participó              | No participó              | No participó              | No participó              | No participó              |
| 1978                      | No clasificó              | No clasificó              | No clasificó              | No clasificó              | No clasificó              | No clasificó              | No clasificó              |
| 1980                      | No participó              | No participó              | No participó              | No participó              | No participó              | No participó              | No participó              |
| 1982                      | Se retiró                 | Se retiró                 | Se retiró                 | Se retiró                 | Se retiró                 | Se retiró                 | Se retiró                 |
| 1984                      | No clasificó              | No clasificó              | No clasificó              | No clasificó              | No clasificó              | No clasificó              | No clasificó              |
| 1986                      | No clasificó              | No clasificó              | No clasificó              | No clasificó              | No clasificó              | No clasificó              | No clasificó              |
| 1988                      | No clasificó              | No clasificó              | No clasificó              | No clasificó              | No clasificó              | No clasificó              | No clasificó              |
| 1990                      | No clasificó              | No clasificó              | No clasificó              | No clasificó              | No clasificó              | No clasificó              | No clasificó              |
| 1992                      | No clasificó              | No clasificó              | No clasificó              | No clasificó              | No clasificó              | No clasificó              | No clasificó              |
| 1994                      | Fase de grupos            | 2                         | 0                         | 0                         | 2                         | 0                         | 4                         |
| 1996                      | Cuartos de final          | 3                         | 1                         | 1                         | 1                         | 4                         | 3                         |
| 1998                      | No clasificó              | No clasificó              | No clasificó              | No clasificó              | No clasificó              | No clasificó              | No clasificó              |
| 2000                      | Fase de grupos            | 3                         | 0                         | 1                         | 2                         | 2                         | 6                         |
| 2002                      | No clasificó              | No clasificó              | No clasificó              | No clasificó              | No clasificó              | No clasificó              | No clasificó              |
| 2004                      | No clasificó              | No clasificó              | No clasificó              | No clasificó              | No clasificó              | No clasificó              | No clasificó              |
| 2006                      | No clasificó              | No clasificó              | No clasificó              | No clasificó              | No clasificó              | No clasificó              | No clasificó              |
| 2008                      | No clasificó              | No clasificó              | No clasificó              | No clasificó              | No clasificó              | No clasificó              | No clasificó              |
| 2010                      | Fase de grupos            | 3                         | 1                         | 1                         | 1                         | 2                         | 2                         |
| 2012                      | Cuartos de final          | 4                         | 3                         | 1                         | 0                         | 7                         | 3                         |
| 2013                      | No clasificó              | No clasificó              | No clasificó              | No clasificó              | No clasificó              | No clasificó              | No clasificó              |
| 2015                      | Fase de grupos            | 3                         | 1                         | 0                         | 2                         | 2                         | 3                         |
| 2017                      | Fase de grupos            | 3                         | 0                         | 3                         | 0                         | 2                         | 2                         |
| 2019                      | No clasificó              | No clasificó              | No clasificó              | No clasificó              | No clasificó              | No clasificó              | No clasificó              |
| 2021                      | Octavos de final          | 4                         | 1                         | 3                         | 0                         | 5                         | 4                         |
| 2023                      | No clasificó              | No clasificó              | No clasificó              | No clasificó              | No clasificó              | No clasificó              | No clasificó              |
| 2025                      | Clasificado               | Clasificado               | Clasificado               | Clasificado               | Clasificado               | Clasificado               | Clasificado               |
| 2027                      | Por definir               | Por definir               | Por definir               | Por definir               | Por definir               | Por definir               | Por definir               |
| Total                     | 9/35                      | 25                        | 7                         | 10                        | 8                         | 24                        | 27                        |

## Selección local

### Campeonato Africano de Naciones
| Campeonato Africano de Naciones | Campeonato Africano de Naciones | Campeonato Africano de Naciones | Campeonato Africano de Naciones | Campeonato Africano de Naciones | Campeonato Africano de Naciones | Campeonato Africano de Naciones | Campeonato Africano de Naciones |
| Año                             | Ronda                           | J                               | G                               | E                               | P                               | GF                              | GC                              |
| ------------------------------- | ------------------------------- | ------------------------------- | ------------------------------- | ------------------------------- | ------------------------------- | ------------------------------- | ------------------------------- |
| 2009                            | No clasificó                    | No clasificó                    | No clasificó                    | No clasificó                    | No clasificó                    | No clasificó                    | No clasificó                    |
| 2011                            | Fase de grupos                  | 3                               | 1                               | 1                               | 1                               | 4                               | 4                               |
| 2014                            | Cuartos de final                | 4                               | 2                               | 2                               | 0                               | 6                               | 3                               |
| 2016                            | Fase de grupos                  | 3                               | 0                               | 1                               | 2                               | 2                               | 6                               |
| 2018                            | Se retiró                       | Se retiró                       | Se retiró                       | Se retiró                       | Se retiró                       | Se retiró                       | Se retiró                       |
| 2021                            | Suspendido                      | Suspendido                      | Suspendido                      | Suspendido                      | Suspendido                      | Suspendido                      | Suspendido                      |
| 2023                            | No participó                    | No participó                    | No participó                    | No participó                    | No participó                    | No participó                    | No participó                    |
| 2025                            | No clasificó                    | No clasificó                    | No clasificó                    | No clasificó                    | No clasificó                    | No clasificó                    | No clasificó                    |
| Total                           | 3/8                             | 10                              | 3                               | 4                               | 3                               | 12                              | 13                              |

### Copa UDEAC
| Copa UDEAC | Copa UDEAC   | Copa UDEAC | Copa UDEAC | Copa UDEAC | Copa UDEAC | Copa UDEAC | Copa UDEAC |
| Año        | Ronda        | J          | G          | E          | P          | GF         | GC         |
| ---------- | ------------ | ---------- | ---------- | ---------- | ---------- | ---------- | ---------- |
| 1984       | Cuarto lugar | 4          | 0          | 3          | 1          | 5          | 8          |
| 1985       | Campeón      | 4          | 4          | 0          | 0          | 11         | 0          |
| 1986       | Cuarto lugar | 3          | 2          | 0          | 1          | 2          | 0          |
| 1987       | Tercer lugar | 4          | 0          | 3          | 1          | 2          | 3          |
| 1988       | Campeón      | 4          | 2          | 2          | 0          | 4          | 0          |
| 1989       | Tercer lugar | 4          | 2          | 0          | 2          | 4          | 3          |
| 1990       | Cuarto lugar | 4          | 1          | 0          | 3          | 2          | 6          |
| Total      | 7/7          | 27         | 11         | 8          | 8          | 30         | 20         |

### Copa CEMAC
| Copa CEMAC | Copa CEMAC     | Copa CEMAC | Copa CEMAC | Copa CEMAC | Copa CEMAC | Copa CEMAC | Copa CEMAC |
| Año        | Ronda          | J          | G          | E          | P          | GF         | GC         |
| ---------- | -------------- | ---------- | ---------- | ---------- | ---------- | ---------- | ---------- |
| 2003       | Cuarto lugar   | 4          | 0          | 1          | 3          | 2          | 7          |
| 2005       | Tercer lugar   | 4          | 3          | 0          | 1          | 7          | 3          |
| 2006       | Tercer lugar   | 4          | 0          | 4          | 0          | 4          | 4          |
| 2007       | Subcampeón     | 4          | 1          | 2          | 1          | 5          | 5          |
| 2008       | Fase de grupos | 2          | 0          | 1          | 1          | 4          | 5          |
| 2009       | Cuarto lugar   | 4          | 1          | 0          | 3          | 6          | 8          |
| 2010       | Fase de grupos | 2          | 0          | 1          | 1          | 0          | 1          |
| 2013       | Campeón        | 4          | 4          | 0          | 0          | 8          | 1          |
| 2014       | Fase de grupos | 2          | 0          | 0          | 2          | 1          | 3          |
| Total      | 9/9            | 30         | 9          | 9          | 12         | 37         | 37         |